# Orthocis wollastonii
Orthocis wollastonii es una especie de coleóptero de la familia Ciidae.

## Distribución geográfica
Habita en Madeira (Portugal).